# Vimaria-Verlag
Der Vimaria-Verlag, benannt nach der Schutzgöttin der Stadt Weimar Vimaria, ist in Weimar gegründet worden. In der Deutschen Bücherei (Leipzig) ist bereits ein früher Titel von Johannes Schlaf aus dem Jahre 1927 nachweisbar. Durch die komplizierten wirtschaftlichen Verhältnisse Ende der Weimarer Republik ruhte der Verlag offenbar bis ca. 1930. Um 1931 wurde das Unternehmen von dem Verlagsbuchhändler Fritz Fink in Weimar erworben und ausgebaut.
Das Unternehmen firmierte nun unter Vimaria-Verlag (Fritz Fink) und hat im Rahmen einer Verlagsprofilierung ab ca. 1931 das Weimar-Schrifttum des Fritz-Fink-Verlag in Form von Neuauflagen übernommen. Das Profil bestand nur aus dem Spektrum stadtgeschichtlicher Weimar-Literatur und hat sich inhaltlich zum Teil mit der früheren Produktion des Fritz-Fink-Verlags überschnitten. Diese Titel erschienen nun ausschließlich in diesem Verlag. Das in Thüringen seinerzeit bekannte Verlagsunternehmen mit Sitz in der Jenaer Straße 20 in Weimar kam vermutlich gegen Ende des Zweiten Weltkrieges und mit dem Tod der beiden Inhaber zum Erliegen – die lieferbaren Restbestände wurden teilweise lokal noch weiter vertrieben. Heute ist die Verlagsproduktion in der Deutschen Bibliothek/Deutsche Bücherei kriegsbedingt nicht vollständig vorhanden.
Es gibt, soweit bekannt, noch keine gedruckte Firmengeschichte dieses Verlages, der auf Grund der stadtgeschichtlichen Titel noch heute historisch von Interesse ist.